# Belagerung von Gent (1708)
Carpi – Chiari – Cremona – Kaiserswerth – Luzzara   – Santa Marta – Cádiz – Friedlingen – Vigo – Schmidmühlen – Bonn – Krottensee – Ekeren – Höchstädt – Speyerbach – Schellenberg – Gibraltar – Höchstädt – Vélez-Málaga – Marbella – Cassano – Barcelona – Sendlinger Mordweihnacht – Aidenbach – Calcinato – Ramillies – Turin – Castiglione – Santa Cruz de Tenerife – Almansa – Kap Béveziers – Toulon – Lizard Point – Lille – Oudenaarde – Gent – Malplaquet – Mons – Almenar – Saragossa – Syrakus – Villaviciosa – Rio de Janeiro – Denain – Barcelona
Während der französische König Ludwig XIV. seine Armee in die Winterquartiere schickt, überredete der friesische politischer Kommissar Sicco van Goslinga den General Marlborough den Feldzug weiter zu führen.
Er wollte nach der langwierigen und kostspieligen Belagerung der Stadt Lille, diese Eroberung absichern und dazu war der Besitz von Gent und Brügge notwendig.
Zum Glück für die Alliierten hatten die Franzosen die Festung schlecht gesichert und ebenso schlecht verproviantiert. Die Stadt Gent war nur auf 2 Monate mit dem versehen, was zur Verteidigung notwendig war. Außerdem war die Stadt erst am 8. Juli 1708 durch die Franzosen mit Hilfe von Verrätern erobert worden.

## Belagerung
Der General de la Motte erhielt mit 15.000 Mann den Befehl, die Stadt bis auf den letzten Mann zu verteidigen. General Marlborough übernahm die Belagerung persönlich und kam am 11. Dezember vor Gent an. Er bestimmte auf die der Stadt zugänglichen 3 Seiten auf jede einen Angriffstrupp. Der erste stand unter dem Befehl des Erbprinzen von Hessen, der zweite unter dem preußischen General Lottum und der dritte unter dem Herzog von Württemberg. In der Nacht vom 24. zum 25. Dezember eröffneten die Belagerer die Laufgräben. Am folgenden Tag machten 2000 der Belagerten einen Ausfall gegen den Herzog von Württemberg und trafen auf 2 Regimenter Engländer, mussten sich aber wegen herbeieilender Unterstützung bald wieder zurückziehen. Den 27. nahmen die Belagerer das Fort Rouge, wobei sie 200 Mann zu Gefangenen machten. Marlborough hörte, dass die Bürger der Stadt gegen die Franzosen eingestellt waren. Daher forcierte er den Bau der Batterien und die Vorbereitungen zum Beschuss der Stadt. De la Motte ignorierte den Befehl des Königs und wartete nur auf die Vollendung der Batterie, um den Platz unter Bedingungen  zu übergeben. Es wäre la Motte ein Leichtes gewesen, den Willen seines Königs zu erfüllen, wenn er nur noch etwas gewartet hätte.
Der General la Motte verließ mit 30 Bataillonen und 16 Schwadron die Stadt in Richtung Tournay. Anschließend wurde der Herzog von Argyll mit 6 Schwadron als Besatzung in die Stadt gelegt. Die Besatzung von Brügge unter dem General Puygnion verließ die Stadt freiwillig.
Ein plötzlicher Frost, der noch eintrat als la Motte die Kapitulation unterzeichnete, war so heftig, dass in nur 24 Stunden Flüsse und Gräben Lastwagen trugen, wodurch die Verbündeten genötigt worden wären, die Belagerung aufzuheben.